# Park Tysiąclecia (Sosnowiec)
Park Tysiąclecia – park miejski w Sosnowcu o powierzchni 102 ha, położony w przy ulicy Baczyńskiego, jeden z trzech parków, usytuowanych w dzielnicy Milowice, a zarazem najmłodszy obok: Parku Milowice i Parku Poniatowskiego, z którymi jest często mylony. Znajduje się na końcu Szlaku Rowerowego Dawnego Pogranicza. Park obfituje w formy antropogeniczne stanowiących pozostałość hałd, wyrobisk i nieużytków po zlikwidowanej kopalni Saturn, które pokryte są zadrzewieniami mieszanymi antropogenicznymi i z samosiewu.
Park od strony wschodniej graniczył z terenem centrum logistycznego (wcześniej hipermarketu Real) i trasą szybkiego ruchu S86 (Katowice - Czeladź/Dąbrowa), od północy z ulicą Baczyńskiego, od południa z dzielnicą Katowic – Dąbrówką Małą. W południowej i zachodniej części leży nad rzeką Brynicą. W parku znajdują się niewielkie, płytkie stawy, z których jeden jest stawem łowieckim. Większość stawów jest gęsto porośnięta roślinnością wodną. Na granicy parku ulokowane jest schronisko dla zwierząt. Dobrze połączony z pozostałymi terenami zielonymi Sosnowca (Stawiki, Park Fusińskiego) i Katowic (Zespół przyrodniczo-krajobrazowy Szopienice-Borki) stanowi część Zagłębiowskiego Parku Linearnego.

## Historia
W 1936 r. na części tych terenów znajdowało się pole piaskowe oraz nieużytki a w dolinie Łąk nad Brynicą do lat 70. XX wieku istniało wysypisko. W czasach powojennych całość stanowiły tereny kopalniane kopalni Wiktor (potem Milowice i Saturn) z hałdą, dwiema zamułkami, licznymi biedaszybami oraz dwiema kopalniami upadowymi (Milowice I i Milowice II). W latach 1965–1971 miejsce ćwiczeń 5. Batalionu Piechoty Obrony Terytorialnej (JW 2086). Można było tam też znaleźć ślady dawnego lasu gospodarczego. Teren ten był wielokrotnie rekultywowany w wyniku którego został ukształtowany drzewostan parku. Liczne nasadzenia dokonywane były partiami, przez co na terenie parku występują tereny z dominantami gatunkowymi.
Pierwszy raz nazwa Park Tysiąclecia pojawiła się na planach z około 1970 roku i dotyczyła zachodniej części terenu.
W 2002 r. na śladach torowisk kolei piaskowej utworzono drogi rowerowe o nawierzchni szutrowej łącznej długości 4 km.
W 2015 r. w ramach II edycji Budżetu Obywatelskiego wymienione zostały oznaczenia szlaków rowerowych oraz tablice informacyjne z mapami parkowych tras. Zamontowana została także drewniana infrastruktura w postaci ławek, wiat i koszy na śmieci. Utworzono również specjalne trasy treningowe dla rowerzystów.
W 2018 r. dzięki dofinansowaniu ogłoszony został plan rewitalizacji, dzięki któremu przeprowadzone zostały kolejne modernizacje, na które miasto otrzymało dofinansowanie 6 mln pln. W ramach rewitalizacji został wymieniony drzewostan – nasadzonych 11 000 nowych drzew i krzewów, w tym dąb szypułkowy, lipa drobnolistna, buk zwyczajny, grab pospolity, jesion wyniosły, klon jawor, modrzew europejski. Zrewitalizowany został staw: Rów Kalny. Zostały odnowione i zmodernizowane alejki a część z nich zyskała oświetlenie. Utworzono także ścieżki edukacyjne: dłuższa, prawie 1,5 km przeznaczona dla młodzieży i dorosłych – wzdłuż niej znajdą się informacje opisujące przyrodę znajdującą się w parku. Krótsza, 500-metrowa przeznaczona dla dzieci będzie nosić nazwę „Ścieżka Leśnych Przeżyć”.
Przy okazji rewitalizacji odnowione zostały przystanki przy wejściu do parku, zamontowano sygnalizację świetlną przy tych przystankach a także zbudowano schody do parku i pochylnię dla wózków inwalidzkich.
Prace rozpoczęto w połowie 2020 roku, a zakończono w czerwcu 2021.

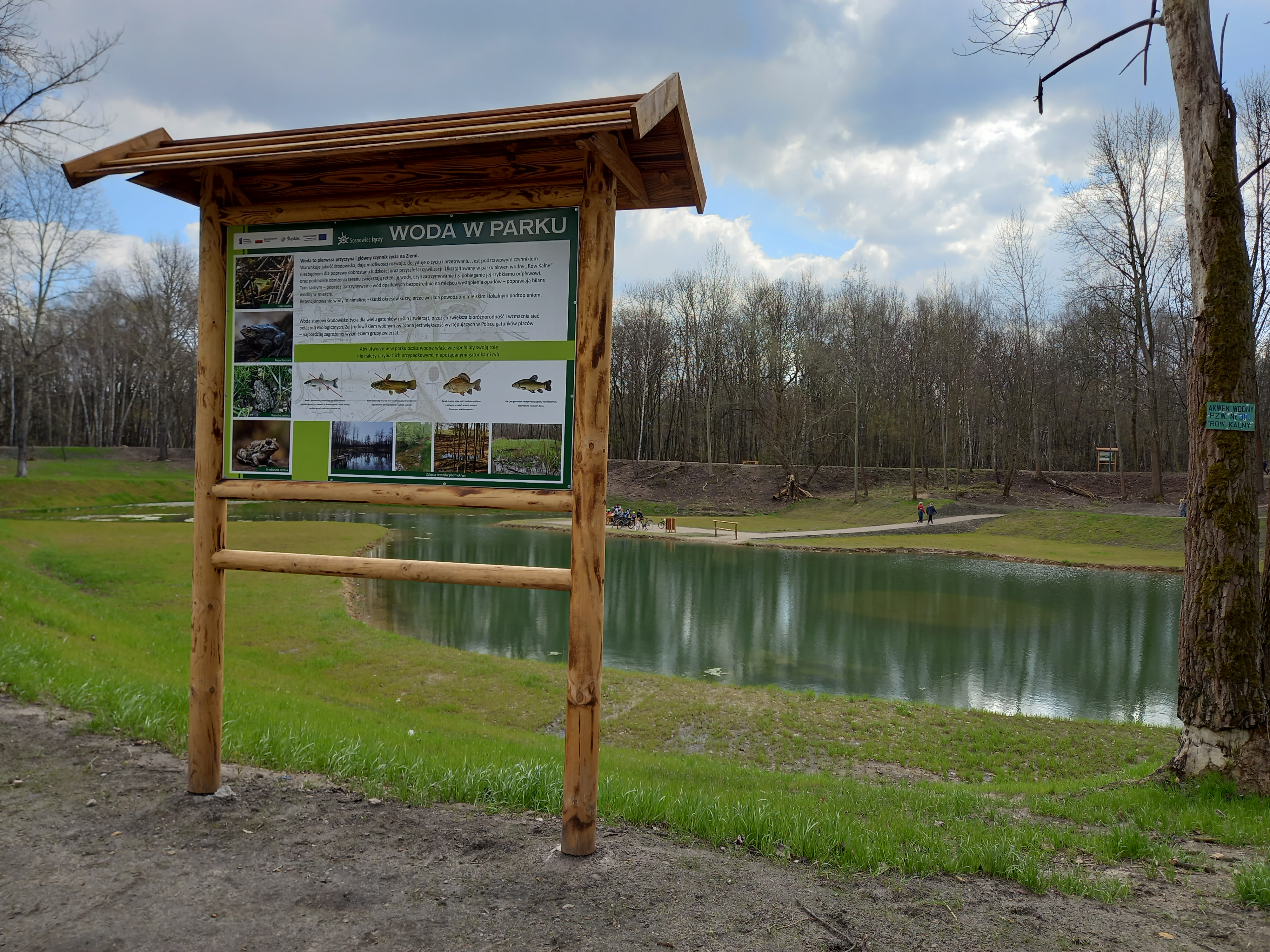
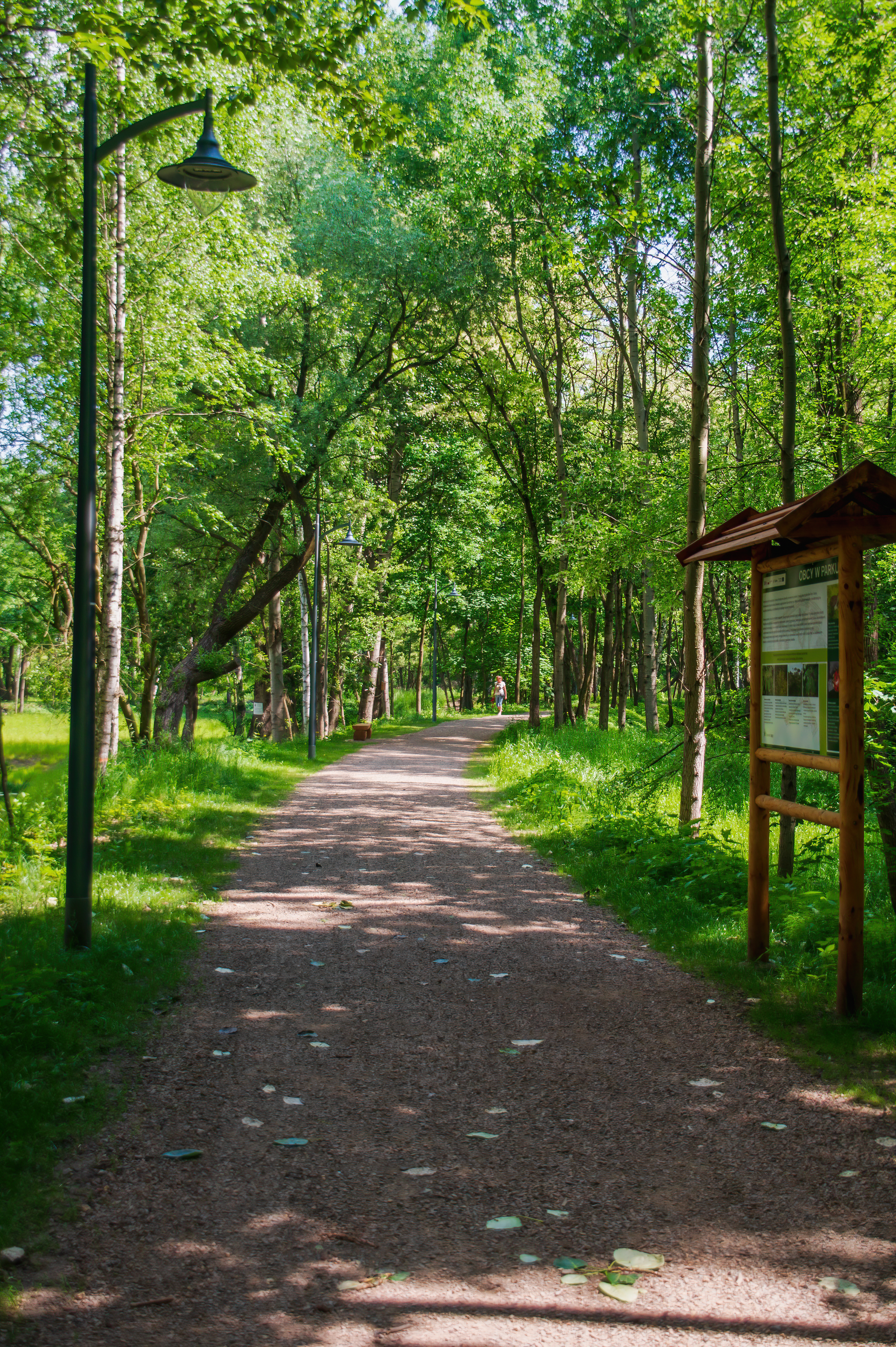
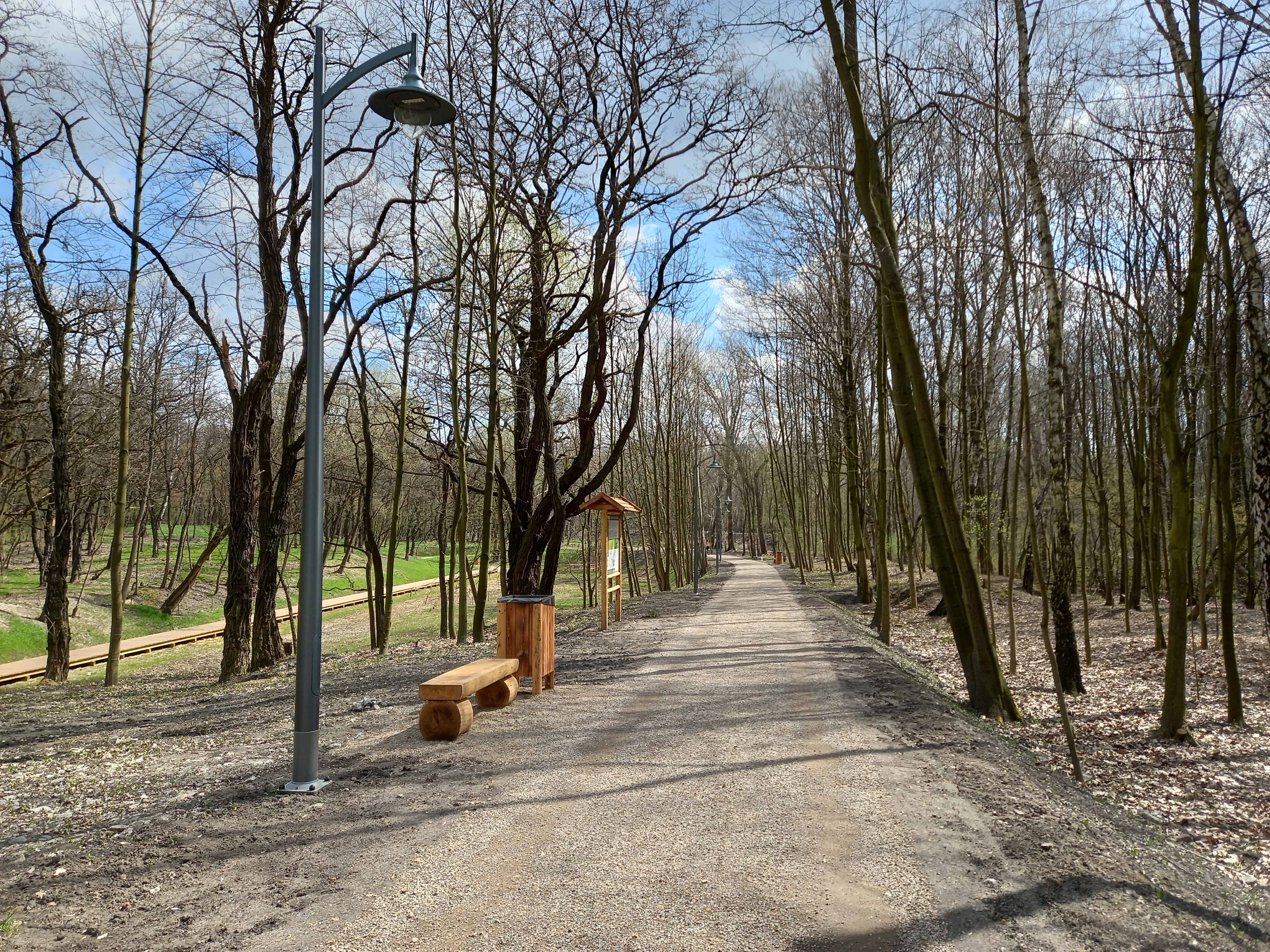
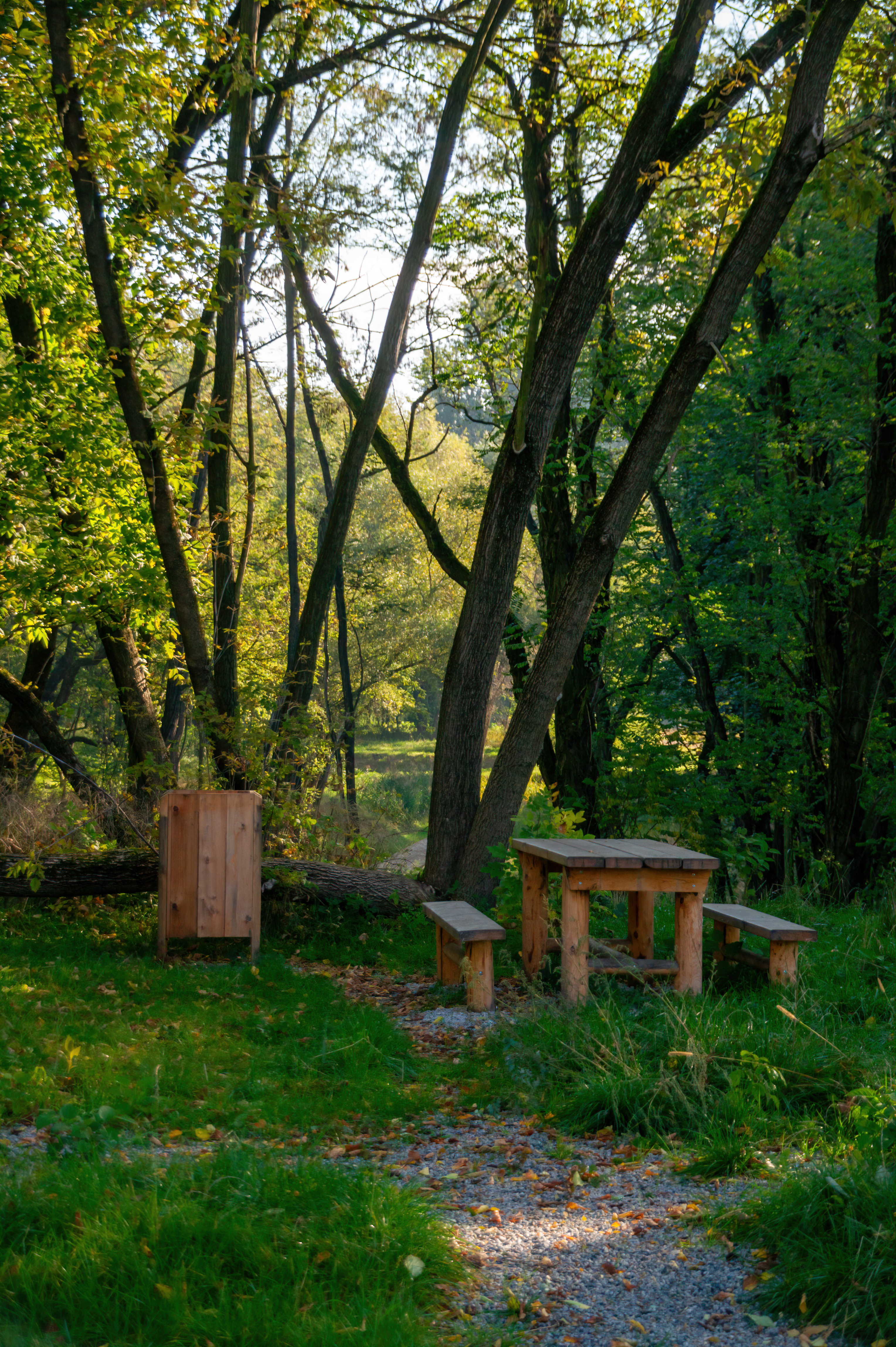
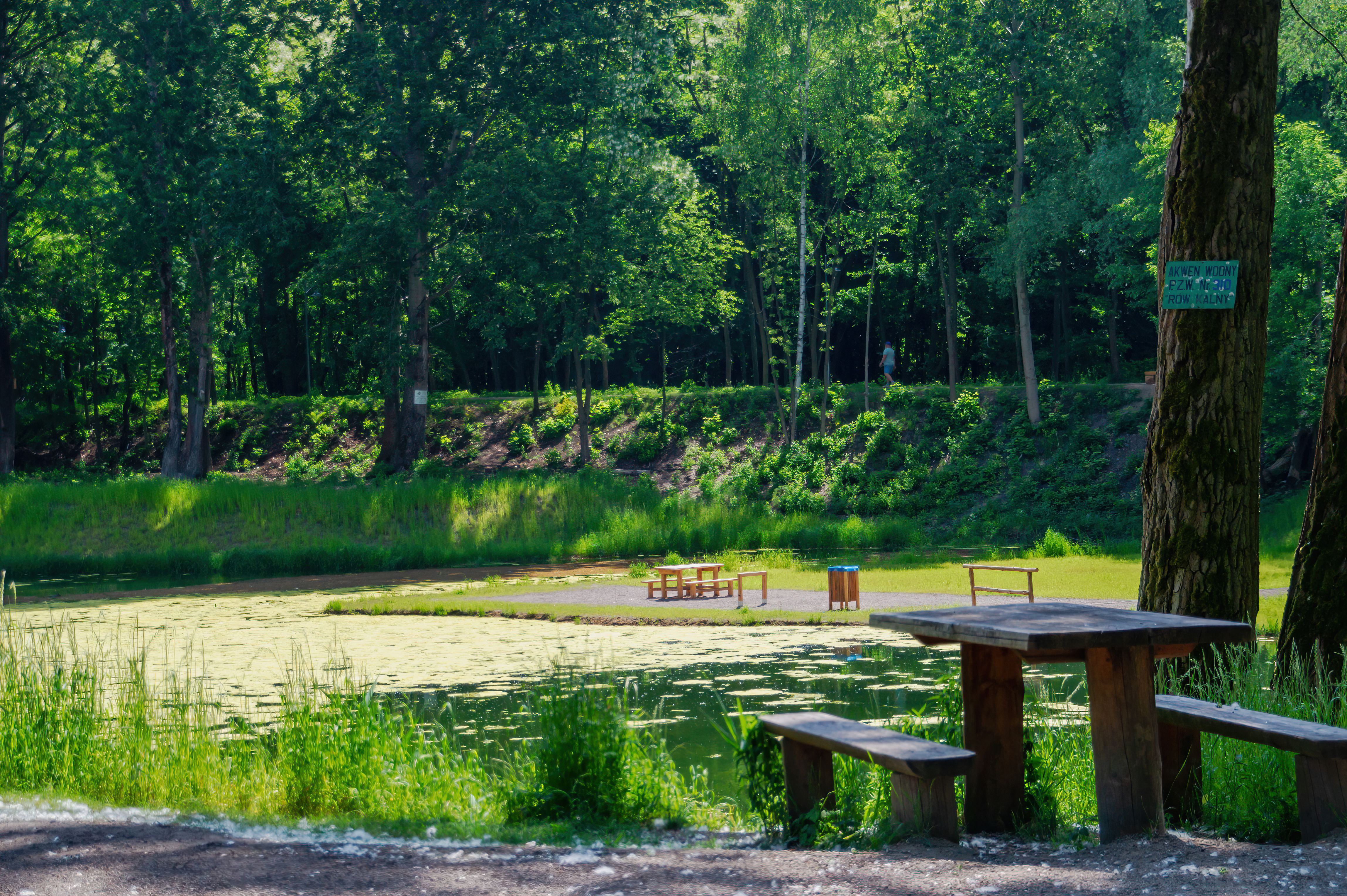
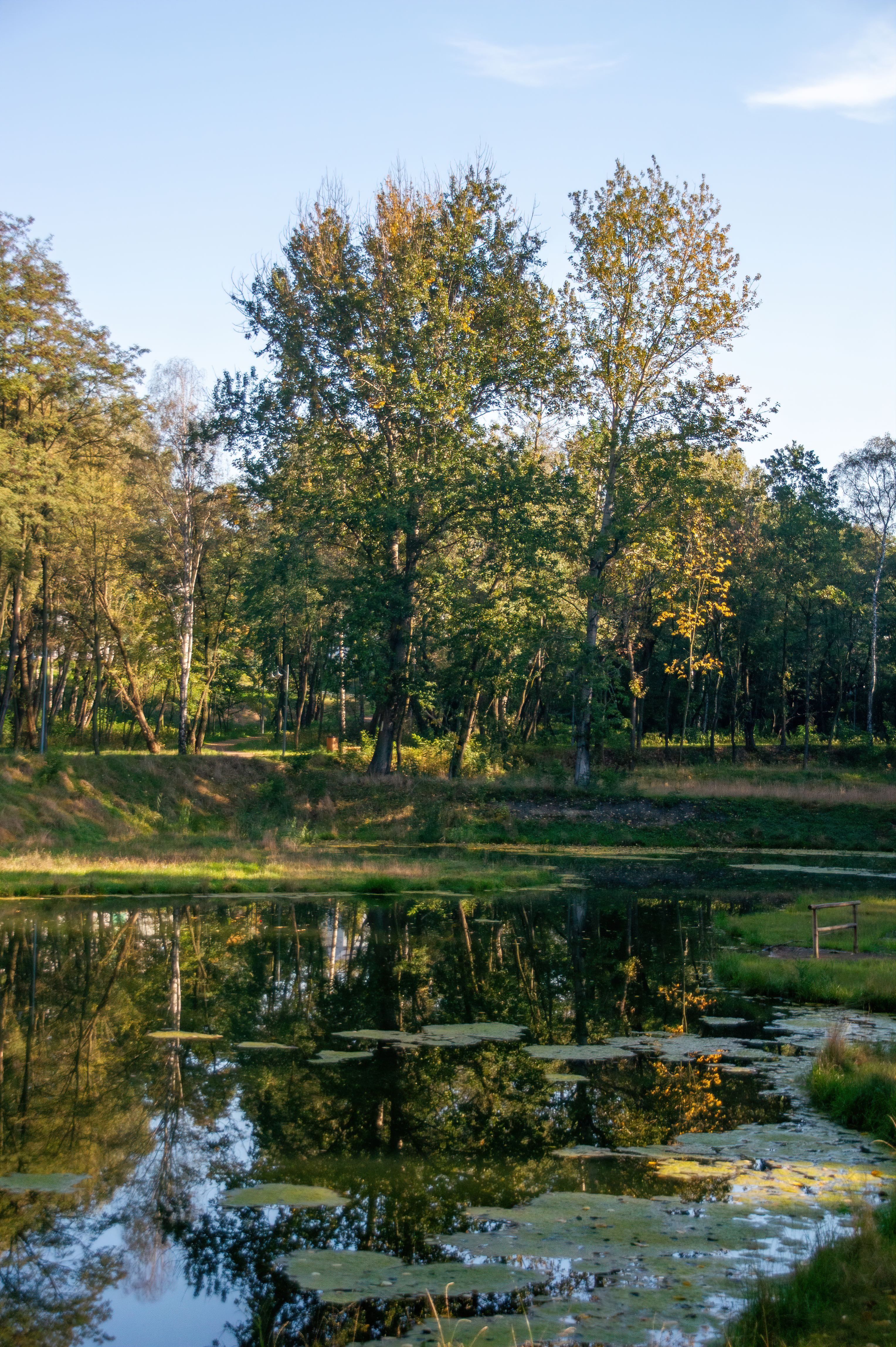
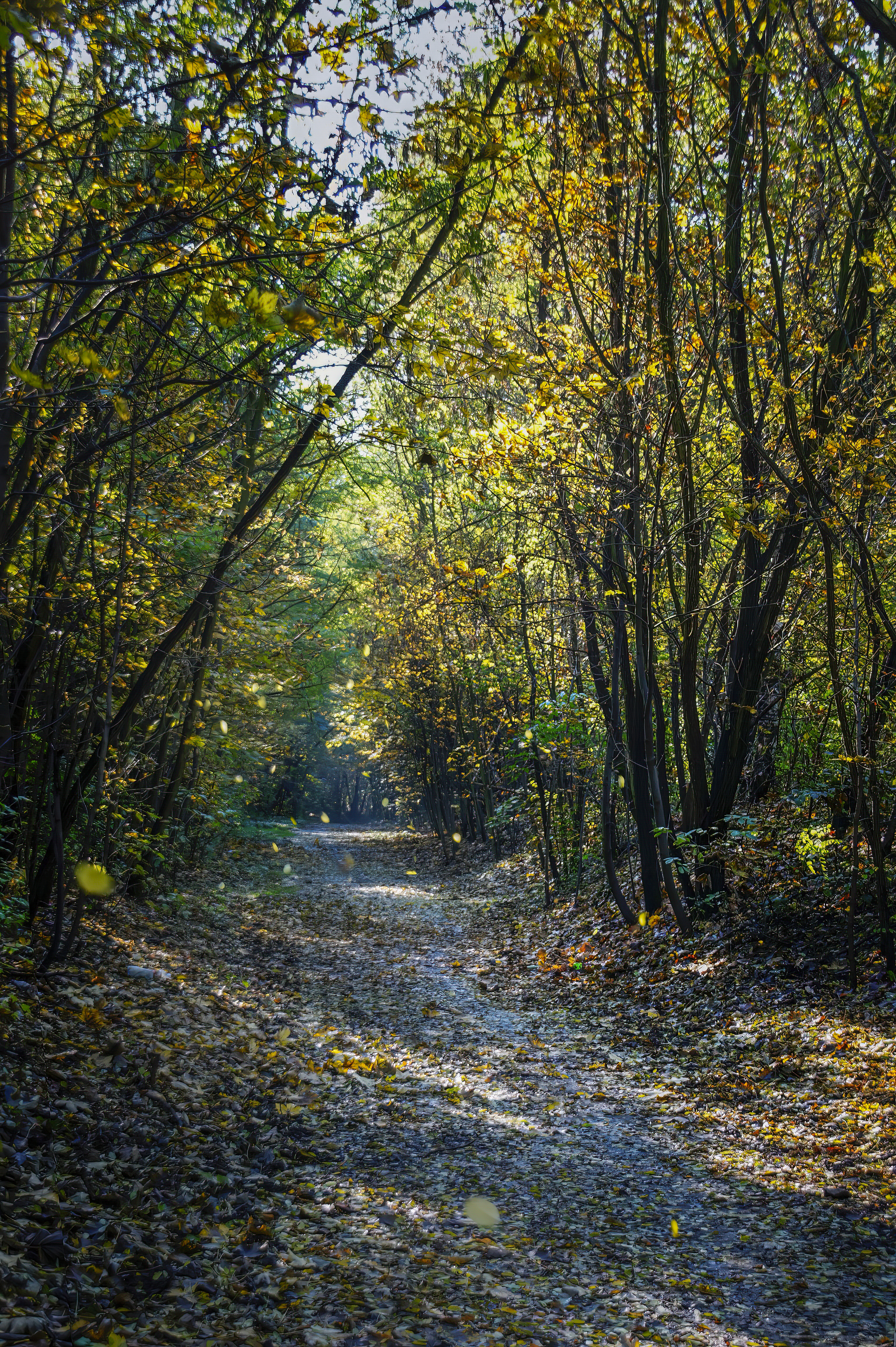
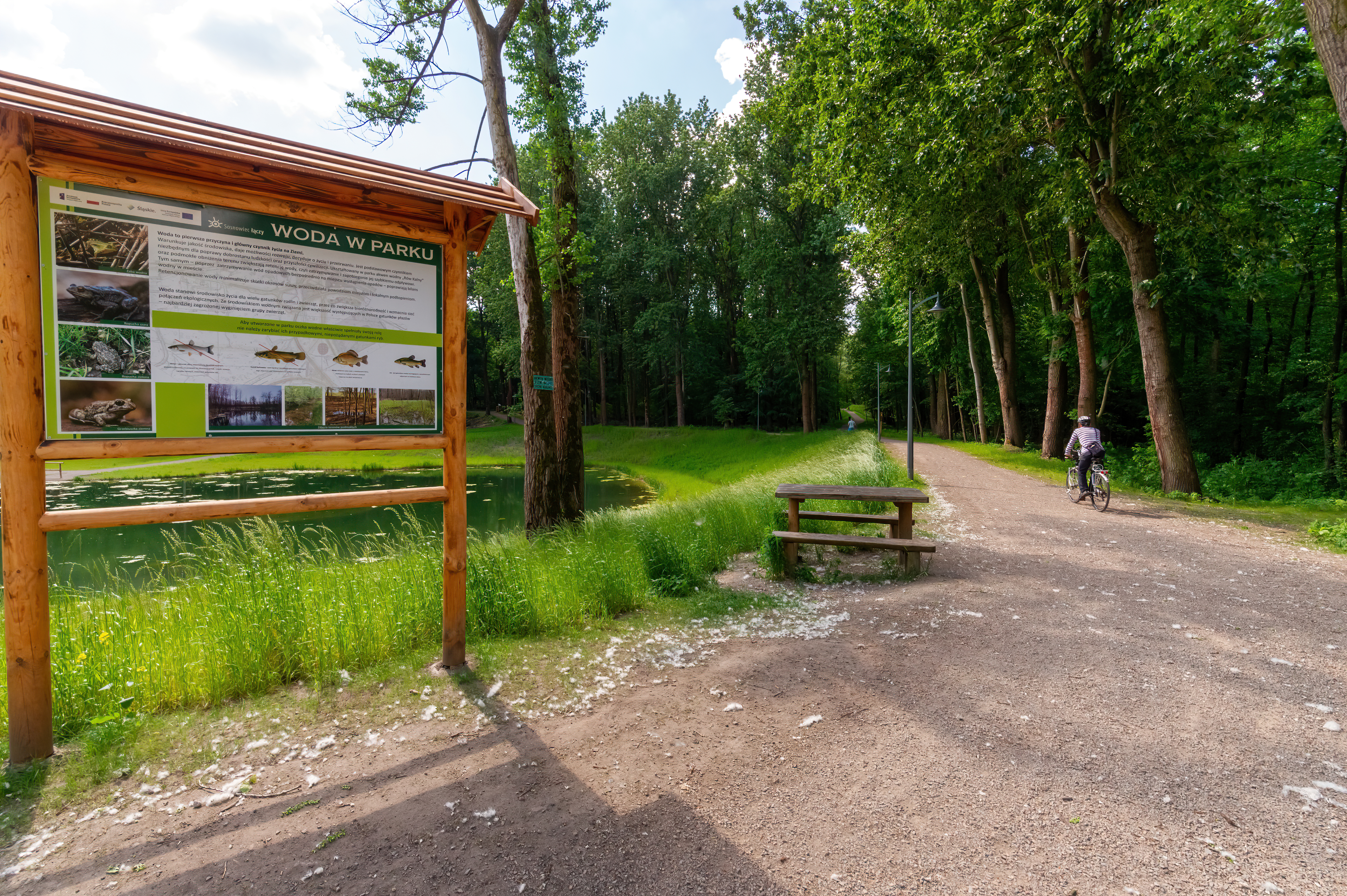
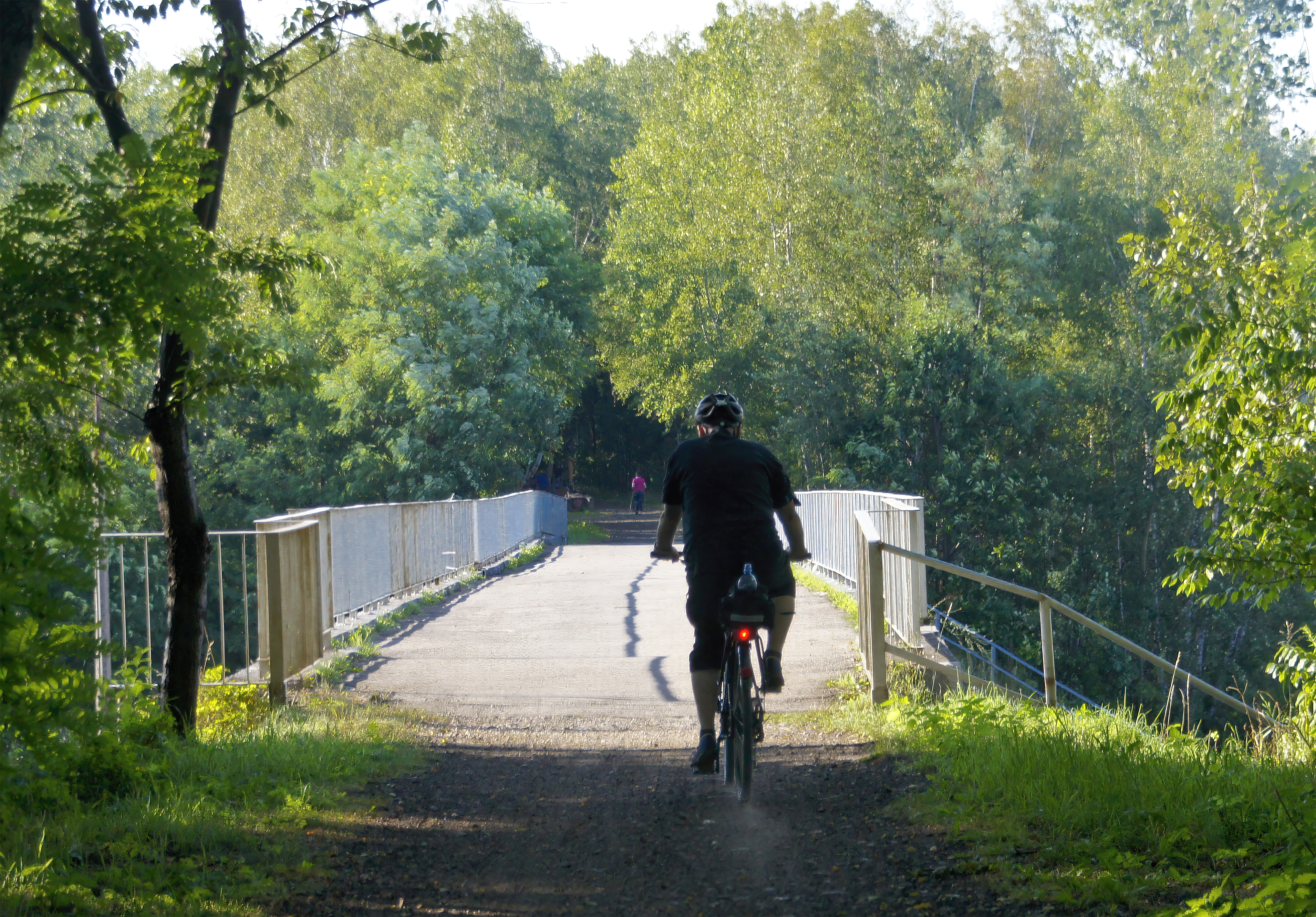

## Flora
Prowadzone rekultywacje wprowadziły szereg gatunków obcych, szybko rosnących o szerokim przystosowaniu do różnych warunków ekologicznych, w szczególności mieszańców topoli, robinii, klonu jesionolistnego, czeremchy późnej i dębów czerwonych, ale również krzewów ozdobnych ‐ rokitników, żylistków, jaśminowców, dereni białych i innych. Park porośnięty jest stosunkowo litym wielogatunkowym drzewostanem. Występują tu zadrzewienia antropogeniczne – charakterystyczne dla obszarów rekultywacji hałd, wyrobisk i nieużytków. Wśród gatunków drzew liczną grupę stanowią klony zwyczajne, wiązy polne, dęby szypułkowe, dęby czerwone, jawory, lipy drobnolistne, lipy szerokolistne i modrzewie europejskie. Wśród krzewów występuje bez czarny, jarzębina, głóg jednoszyjkowy i dereń świdwa oraz obce rodzimej florze gatunki: czeremcha amerykańska, śnieguliczka biała i żylistek szorstki.
Spotykany jest również chmiel zwyczajny. W otoczeniu stawów rosną olsze czarne i pojedyncze brzozy brodawkowate, którym towarzyszy topola osika, a także pojedyncze, okazałe topole balsamiczne.
Strefę brzegową stawów porasta wiele gatunków roślin wodnych i nadwodnych, a wśród nich skupienia trzciny pospolitej i pałki szerokolistnej, ponikło błotne, kosaciec żółty, kępy situ rozpierzchłego i sinego oraz pasma mozgi trzcinowatej i płaty trzcinnika piaskowego.
Na obszarze Parku Tysiąclecia rosną trzy gatunki objęte ochroną prawną – kalina koralowa oraz pojawiające się wzdłuż ścieżek dwa gatunki storczyków: kruszczyk szerokolistny i kruszczyk rdzawoczerwony.

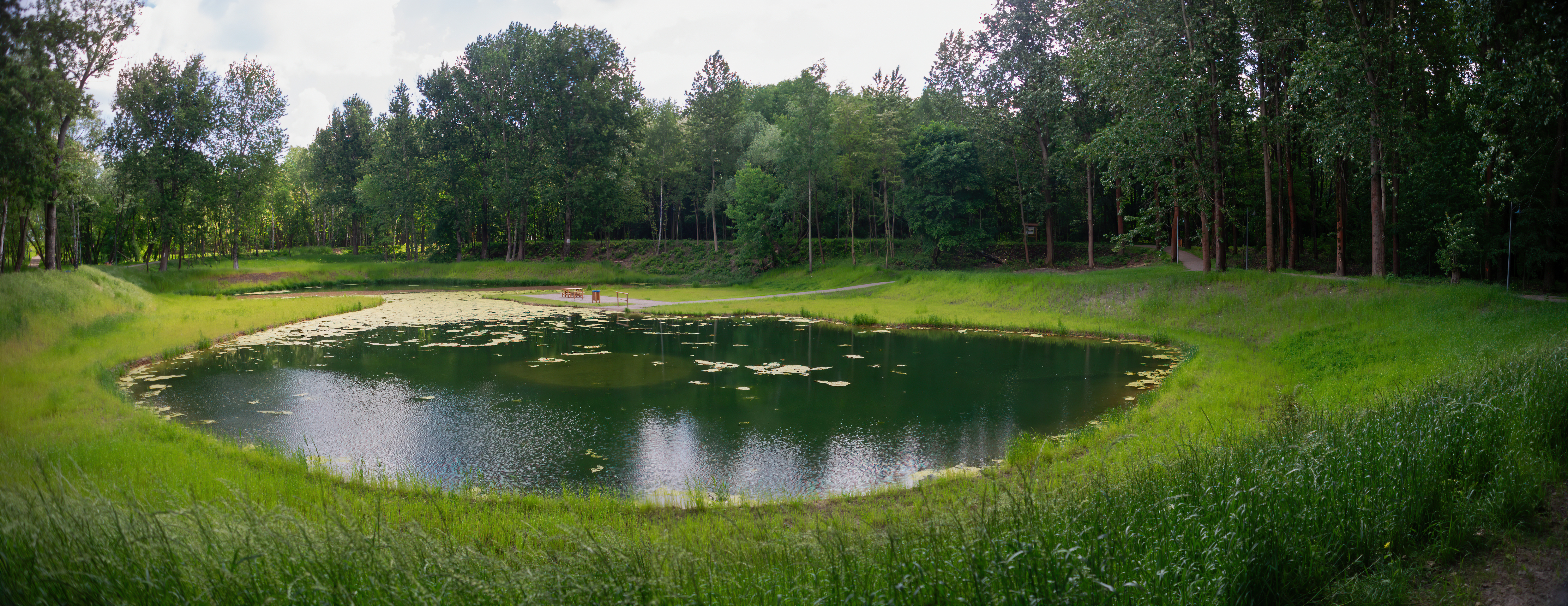
Staw Rów Kalny po rewitalizacji w 2021

## Fauna
W stawach i ich bezpośrednim otoczeniu istnieją miejsca sprzyjające rozrodowi licznych płazów. Stanowiska rozrodu płazów objęte są programem ochrony cennych miejsc rozrodu tej grupy zwierząt w województwie śląskim. Odnotowano występowanie w tym rejonie m.in.: traszki zwyczajnej, traszki grzebieniastej, ropuchy szarej, żaby wodnej, żaby moczarowej, żaby trawnej i żaby jeziorkowej.

## Infrastruktura

Singletrack w Parku Tysiąclecia w Sosnowcu

Park w części północno-wschodniej posiada uporządkowany system alejek o nawierzchni szutrowej z oświetleniem. Występuje też mała architektura w postaci otwartych i zadaszonych miejsc wypoczynkowych. W północno-wschodnim rejonie znajdują się także ścieżki edukacyjne oraz staw.
Do parku prowadzą 4 regularne wejścia i kilka nieformalnych. Wejście główne znajduje się przy ul. Baczyńskiego bezpośrednio przy przystanku tramwajowym Milowice Podjazdowa. Kolejne wejście zlokalizowane jest przy parkingu w pobliżu schroniska dla zwierząt. Od strony Stawików i Parku Fusińskiego wejście i wjazd dla rowerów prowadzi przez most ponad drogą S86. Pozostałe wejścia prowadzą od strony osiedla Pekin Milowice: dwa od ul. Powstańców Śląskich i dwa od ul. Przygranicznej.

Infrastruktura turystyczna w Parku Tysiąclecia nad stawem.

### Infrastruktura rowerowa
Śladem dawnych torów kolei przemysłowej poprowadzono szlaki rowerowe. Wytyczone zostały i oznakowane trasy rowerowe o długości około 4,0 km.
Na terenie parku znajdują się regularnie utrzymane rowerowe trasy zjazdowe downhill.
Połączenia rowerowe:
- Plaża, WakeZone i strefa rekreacyjna Stawiki i znajdującymi się po drugiej stronie drogi S86 Parkiem Kruczkowskiego - trasą rowerową przez Szlak Rowerowy Dawnego Pogranicza[25];
- Katowice Doliny Trzech Stawów, staw Borki, dzielnica Borki - katowicki żółty szlak rowerowy – trasy nr 5 - która prowadzi przez dzielnicę Borki i Szopienice[26];
- Park Alfred w Czeladzi, Park Pszczelnik w Siemianowicach Śląskich - poprzez ścieżkę na wałach Brynicy;
- Sosnowiec Pogoń - poprzez zrewitalizowaną trasę po dawnym nasypie[27].

## Wydarzenia
W parku, od 2017 r., regularnie organizowane są półmaratony oraz biegi towarzyszące, w tym: Półmaraton Zimowy, Półmaraton Jesienny oraz cykl imprez pod nazwą Półmaraton xx dni do wiosny oraz od 2012 zawody rowerowe aDHd Cup